# Lista de militares do Exército Libertador (Liberais)
Esta é uma lista de todos os militares que integraram o Exército Libertador (Liberais) durante a Guerra Civil Portuguesa.

## General e Comandante-chefe
| Retrato | Nome | Posto | Notas |
| ------- | ---- | ----- | ----- |
|         | F    |       | 1–1   |

## Esquadra Libertadora
| Retrato | Nome                        | Posto                      | Notas |
| ------- | --------------------------- | -------------------------- | --- |
|         | George Rose Sartorius       | Vice-almirante (1832–1833) | Sartorius transportou a força expedicionária de Pedro dos Açores e efetuou com segurança o seu Desembarque do Mindelo em julho de 1832, de onde conseguiram ocupar o Porto. Apesar desse sucesso, ele também teve que enfrentar muitas dificuldades; Os suprimentos prometidos raramente chegavam e, conseqüentemente, suas tripulações se amotinavam ou desertavam. Sartorius gastou muito de seu próprio dinheiro para manter a frota unida. Quando ameaçou partir com ela até receber o pagamento, D. Pedro enviou dois oficiais ingleses à nau capitânia; um para prender Sartorius, o outro para assumir o comando. Sartorius prontamente confinou os dois a bordo. |
|         | Charles John Napier         | Vice-almirante (1833–1839) | Com a frota Napier transportou então o exército Liberal para o Algarve para abrir uma segunda frente no sul do país. Em sua viagem de volta, ele destruiu a frota miguelita muito maior na Batalha do Cabo de São Vicente em 5 de julho de 1833. Esses dois golpes permitiram aos liberais capturar Lisboa, que os miguelistas abandonaram, embora o esquadrão de Napier estivesse agora devastado pela cólera. |
|         | Charles George Elers Napier | Capitão                    | Esteve a bordo da fragata Rainha, da corveta Portuense e da Cibele. |